# Actio ex testamento
Actio ex testamento – w prawie rzymskim powództwo legatariusza (zapisobiorcy) przeciw spadkobiercy o wypłacenie legatu damnacyjnego.

## Charakterystyka powództwa
Z tytułu legatu, legatariusz mógł domagać się od spadkobiercy jakiejś rzeczy zapisanej mu w testamencie. W wypadku legatu damnacyjnego, rzecz ta mogła wchodzić w skład spadku, w skład majątku spadkobiercy, a nawet być w majątku osób trzecich. W tym ostatnim przypadku na spadkobiercy spoczywał obowiązek wystarania się o zapisaną rzecz albo wypłacić legatariuszowi jej równowartość. Stosunek ten zaliczany był do zobowiązań „tak jakby z umowy” (obligationes quasi ex contractu), gdyż spadkobiercę z zapisobiorcą nie łączyła umowa, ani stosunek ten nie powstawał z powodu czynu niedozwolonego.
Ochronie roszczeń legatariusza służyło actio ex testamento należące do actiones in personam.